# عزلة المضاربة (لحج)

تعديل مصدري - تعديل

عزلة المضاربة هي إحدى عزل مديرية المضاربة والعارة في محافظة لحج اليمنية ويبلغ تعداد سكانها 26627 نسمة حسب التعداد السكاني في اليمن لعام 2004.

## روابط خارجية
- الجهاز المركزي للإحصاء بالجمهورية اليمنية
- المركز الوطني للمعلومات باليمن
- World Gazetteer:Yemen
- الدليل الشامل